# سدين (اسم)
سدين هو اسم علم مذكر من أصل عربي، ومعناه هو صيغة مبالغة من سادن وفعله سدن الكعبة خدمه، أو الذي يخدم الكعبة سادن، ومن يكثر من خدمتها يدعى سدينًا، والسدين البواب الحاجب.

## وصلات خارجية
- موسوعة السلطان قابوس لأسماء العرب نسخة محفوظة 5 أبريل 2019 على موقع واي باك مشين.